# Фарисеи
Фарисеите (от староарамейски: פְּרִישָׁא‎, „отделени“) са секта в юдаизма, възникнала към II век пр. н. е., чиято доктрина става основа на съвременния юдаизъм.
Фарисеите са едно от теченията в юдаизма, възникнали след упадъка на авторитета на първосвещениците на Йерусалимския храм от средата на II век пр. н. е. За разлика от садукеите, придържащи се към буквална интерпретация на Тората, те подкрепят т.нар. „устна Тора“, неписана традиция на тълкуване на Тора, която според тях има древен произход. Друго нововъведение на фарисеите в юдаизма е доктрината за възкресението и посмъртното правосъдие, която, наред с устното тълкуване на Закона, след това е възприета и от първите християни.
Фарисеите са критици на управлението на Хасмонеите, противопоставяйки се на обединяването на длъжностите на цар и първосвещеник. Според легендите хасмонейския владетел Александър Янай влиза в чести конфликти с тях, като на няколко пъти разпъва на кръст хиляди фарисеи. Фарисеите изглежда са покровителствани от неговата наследница Саломе Александра, но при Ирод Велики отново са преследвани.
След разрушаването на Йерусалимския храм през 70 година възгледите на фарисеите се превръщат в основата на равинистичния юдаизъм, като тяхната „устна Тора“ е главният източник на Мишна и Талмуд.
Според летописите, само две исторически личности се самоопределят като фарисеи – Павел от Тарс и Йосиф Флавий. Първият е приеман за отстъпник от юдаизма, а вторият – за изменник.